# Rugby-League-Nationalmannschaft der Vereinigten Staaten
Die Rugby-League-Nationalmannschaft der Vereinigten Staaten, auch bekannt unter ihrem Spitznamen Hawks, vertritt die Vereinigten Staaten auf internationaler Ebene in der Sportart Rugby League. 2013 nahm das Team erstmals an der Rugby-League-Weltmeisterschaft teil.

## Geschichte
1954 wurde erstmals eine US-amerikanische Auswahlmannschaft im Rugby League zusammengestellt, um eine Tour durch Australien und Neuseeland zu absolvieren. Das Team bestand jedoch fast ausschließlich aus American-Football-Spielern und war dementsprechend wenig konkurrenzfähig. Danach dauerte es bis 1987, bevor die Vereinigten Staaten wieder im internationalen Rugby League in Erscheinung traten. Ihren wohl spektakulärsten Auftritt hatten die damals noch als Tomahawks bekannten US-Amerikaner im Jahr 2004, als man in Philadelphia gegen Rekordweltmeister Australien antrat und zur Halbzeit mit 24:6 führte, am Ende jedoch mit 24:36 unterlag. 2013 qualifizierte sich das Team erstmals für eine Weltmeisterschaft und überstand auf Anhieb die Vorrunde, ging jedoch im Viertelfinale chancenlos mit 0:64 gegen die Australier unter.